# Lista odcinków serialu Persons Unknown
Persons Unknown – amerykański miniserial, którego fabuła rozgrywa się wokół grupy obcych sobie osób uwięzionych w opuszczonym mieście. Premiera serialu miała miejsce 7 czerwca 2010 roku na kanale NBC.

## Lista odcinków
| Seria | Seria | Liczba odcinków | Czas emisji                       |
| ----- | ----- | --------------- | --------------------------------- |
|       | 1     | 13              | 7 czerwca 2010 – 28 sierpnia 2010 |

## Seria 1
| 1 | Pilot                  | Michael Rymer   | Christopher McQuarrie | 7 czerwca 2010   | 2 kwietnia 2012  |
| Grupa obcych sobie ludzi budzi się w hotelu w opuszczonym miasteczku. Każdy ich ruch obserwowany jest przez kamery, a próba wydostania się z miasta kończy się niepowodzeniem. Podczas obiadu w chińskiej restauracji, jedna z osób znajduje złowrogą wiadomość ukrytą w chińskim ciasteczku. Tymczasem w San Francisco, Renbe, reporter jednego z brukowców, zaczyna poszukiwania jednej z zaginionych osób. |                        |                 |                       |                  |                  |
| 2 | The Egde               | Bill Eagles     | Remi Aubuchon         | 14 czerwca 2010  | 9 kwietnia 2012  |
| Moira usuwa implanty, które – jak wierzą – nie pozwalają uprowadzonym opuścić terenu miasteczka. Jednakże przy próbie ucieczki napotykają kolejną przeszkodę. Uprowadzeni przeczesują miasteczko w poszukiwaniu wszystkiego, co mogłoby pomóc im się wydostać. |                        |                 |                       |                  |                  |
| 3 | The Way Through        | Bill Eagles     | Sandy Isaac           | 21 czerwca 2010  | 16 kwietnia 2012 |
| Po tygodniu kopania tunelu, uprowadzeni napotykają na metalową barierę, która wpuszcza do podkopu trujący gaz. Nad miasteczkiem pojawia się śmigłowiec, który zrzuca pudło z maskami przeciwgazowymi dla trojga z nich. Porwani zaczynają obawiać się ataku gazowego. W San Francisco, Renbe powraca do swojego śledztwa w sprawie zaginięcia Janet. |                        |                 |                       |                  |                  |
| 4 | Exit One               | Leon Ichaso     | Michael R. Perry      | 28 czerwca 2010  | 23 kwietnia 2012 |
| Grupa uprowadzonych jest podenerwowana informacją o tym, że ktoś zostanie "wymeldowany". Pod hotel podjeżdża taksówka z instrukcją, by zabrać Janet i osobę przez nią wskazaną. Janet wybiera Joe. Tori, przekonana, że za jej pobytem w tym dziwnym miejscu stoi jej ojciec, jest rozczarowana tym, że taksówka nie przyjechała po nią. Próbuje uwieść szefa nocnej zmiany, by dowiedzieć się jak się wydostać z miasta. Blackham, który poznał sekret Charliego, próbuje wyłudzić od niego pieniądze.                                                                                          |                        |                 |                       |                  |                  |
| 5 | Incoming               | Jonathan Frakes | Linda McGibney        | 5 lipca 2010     | 30 kwietnia 2012 |
| Uprowadzeni zastanawiają się gdzie zniknęła Tori. Gdy wychodzą na zewnątrz, by jej poszukać, odnajdują nieprzytomną kobietę ubraną w sukienkę Tori. Gdy Teresa odzyskuje przytomność, atakuje ich. Podczas gdy Moira przeszukuje sklep z ubraniami, telewizor włącza się, wyświetlając wiadomość, że Tori się odnalazła i jest bezpieczna. W rzeczywistości Tori nie żyje, a jej ojciec próbuje się dowiedzieć, kto ponosi za to odpowiedzialność. Janet i Teresa zostają zamknięte w skarbcu. McNair'a prześladuje przeszłość, a Moira nabiera podejrzeń względem Joe.                          |                        |                 |                       |                  |                  |
| 6 | The Truth              | Steve Shill     | Sandy Isaac           | 17 lipca 2010    | 7 maja 2012      |
| Uprowadzeni zaczynają podejrzewać Joe o współpracę z porywaczami, gdy zauważają, że numery pięter przy windzie nie zmieniają się, gdy ten z niej korzysta. Nagle Joe dostaje silnych bólów, a Moira sugeruje otrucie. Teresa twierdzi, że wódka zadziała jak odtrutka, ale odmawia podania jej dopóki Joe nie przyzna, że pracuje dla porywaczy. Okazuje się, że na terenie miasteczka, w hotelu, znajduje się jeszcze jeden człowiek związany z "Programem", Tom, który obserwuje każdy ruch mieszkańców hotelu. W międzyczasie, Mark i Kat udają się do Włoch i biorą udział w pogrzebie Tori. |                        |                 |                       |                  |                  |
| 7 | Smoke and Steel        | Rod Hardy       | Michael R. Perry      | 24 lipca 2010    | 14 maja 2012     |
| Joe przyznaje reszcie grupy, że wie o porywaczach i ich organizacji. Wszyscy, poza Janet, nie wierzą, że powiedział całą prawdę. Charlie próbuje dogadać się z Joe, by ten załatwił mu opuszczenie miasta. W sypialni Joe, Janet i Teresa znajdują szczegółowe akta dotyczące każdego z porwanych. Dokumenty zostały podłożone przez Toma. W restauracji Tom traci panowanie nad sobą i celuje w Joe z broni. Janet, chcąc uratować Joe, rzuca w Toma patelnią z rozgrzanym olejem. Tom ginie. Kat, Renbe i Stefano wierzą, że kluczem do odnalezienia Tori i Janet jest Joe.                    |                        |                 |                       |                  |                  |
| 8 | Saved                  | Bill Eagles     | Linda McGibney        | 31 lipca 2010    | 21 maja 2012     |
| Joe budzi się w dziwnym pomieszczeniu, podłączony do jakiś przewodów. Co chwila tracąc i odzyskując przytomność doświadcza przebłysków ze swojej przeszłości, gdy służył jako ksiądz. Tori, która najwyraźniej żyje, pielęgnuje go jednocześnie próbując go przekonać, by nie narażał dobra "Programu" z powodu swojej miłości do Janet. Blackham czuje się pominięty przez resztę uprowadzonych. Moirze trudno zaakceptować przeszłość McNair'a i traci do niego zaufanie. Kat i Renbe spotykają się z chorą psychicznie kobietą, jedyną osobą, która opuściła program żywa.                    |                        |                 |                       |                  |                  |
| 9 | Static                 | Michael Offer   | Henry Robles          | 7 sierpnia 2010  | 28 maja 2012     |
| Po przeprogramowaniu, Joe powraca do miasta. W kontakcie z uprowadzonymi twierdzi, że nigdy wcześniej ich nie widział. Okazuje się, że staje się ekstremalnie agresywny, gdy tylko ktoś go dotknie. Wszyscy uprowadzeni, poza Janet, uznają go za niebezpiecznego i chcą się go pozbyć. Kat i Renbe odnajdują opuszczone miasteczko gdzieś w Południowej Ameryce, które jest identyczne, jak to, w którym przebywają uprowadzeni. |                        |                 |                       |                  |                  |
| 10 | Identity               | Jonathan Frakes | Sandy Isaac           | 21 sierpnia 2010 | 28 maja 2012     |
| W hotelu pojawia się nowy szef nocnej zmiany, Urlich, który zarządza zamknięcie i zakaz opuszczania budynku. Po spożyciu przygotowanych przez niego posiłków, uprowadzeni tracą przytomność. Po przebudzeniu odnajdują w swoich pokojach osobiste rzeczy związane z ich przeszłością. |                        |                 |                       |                  |                  |
| 11 | Seven Sacrifices       | Tim Matheson    | Michael R. Perry      | 21 sierpnia 2010 | 11 czerwca 2012  |
| Tracąc całkowicie zaufanie do Joe, Janet poświęca więcej uwagi Urlichowi, wierząc, że jest on kluczem do jej powrotu do domu. Morse i Blackham odkrywają, że za przyjaznym nastawieniem i chęcią pomocy, Urlich skrywa swoje prawdziwe intencje. Kat i Renbe powracają do San Francisco i odkrywają, że ich dotychczasowe życie w USA zostało zmienione przez "Program". |                        |                 |                       |                  |                  |
| 12 | And Then There Was One | Jonathan Frakes | Linda McGibney        | 28 sierpnia 2010 | 18 czerwca 2012  |
| Gdy grupa udaje się na poszukiwania Janet i Urlicha, odkrywają, że wszystkie zapasy zniknęły. Po odnalezieniu pary, zwracają się do Urlicha z prośbą o pomoc, by wkrótce przekonać się, że są zdani tylko na siebie. Kat i Renbe docierają do informacji, które niebezpiecznie zbliżają ich do "Programu". |                        |                 |                       |                  |                  |
| 13 | Shadows In The Cave    | Michael Rymer   | Christopher McQuarrie | 28 sierpnia 2010 | 25 czerwca 2012  |
| Po przeżyciu niespodziewanego wypadku vana, uprowadzeni w końcu uciekają z miasteczka i rozchodzą się. Każdy próbuje wrócić do swojego normalnego życia, jednakże "Program" wcale nie ma zamiaru im odpuścić. |                        |                 |                       |                  |                  |